# حوزه انتخابیه کلی داکوتای جنوبی
حوزه انتخابیه کلی داکوتای جنوبی یک حوزه انتخابیه مجلس نمایندگان آمریکا است که در ایالت داکوتای جنوبی قرار دارد.